# Bedum (gemeente)
Bedum (uitspraakⓘ) (Gronings: Beem) is een voormalige gemeente in Noord-Nederland, in de provincie Groningen. De gemeente besloeg een oppervlakte van 44,94 km² (waarvan 0,39 km² water), en telde 
10.484 inwoners (1 januari 2024, bron:CBS), tegen 10.916 in 2002. Per 1 januari 2019 is Bedum opgegaan in de nieuwe gemeente Het Hogeland.

## Indeling

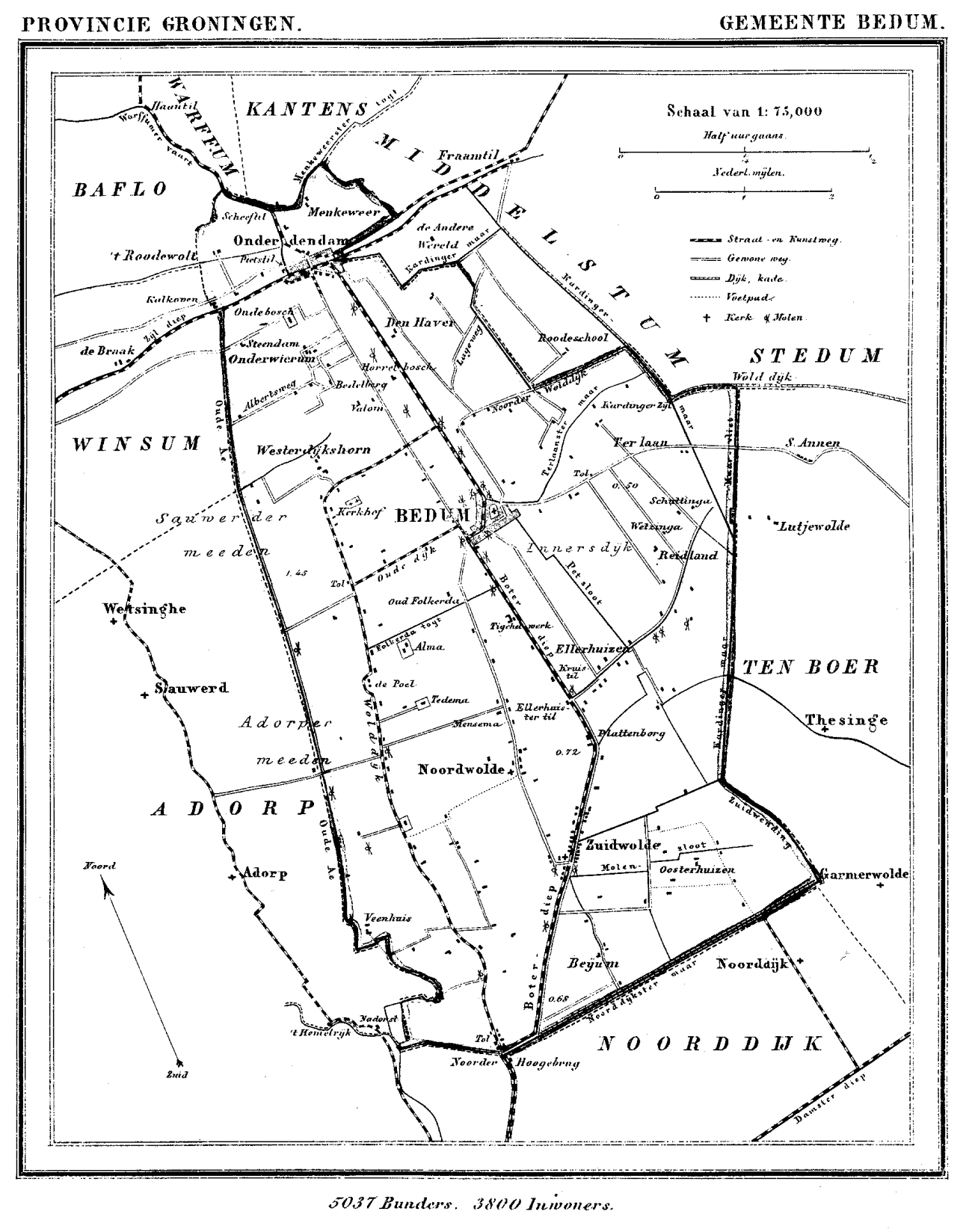
Gemeente Bedum in 1866 (Atlas Provincie Groningen 1865-1870)

De gemeente Bedum omvatte ook de volgende plaatsen:
- Bedum
- Ellerhuizen
- Koningslaagte
- Menkeweer
- Noordwolde
- Onderdendam
- Onderwierum
- Plattenburg
- Rodewolt
- Sint Annerhuisjes
- Ter Laan
- Westerdijkshorn
- Willemsstreek
- Zuidwolde

Aangrenzende gemeenten zijn Groningen, Winsum, Loppersum en Ten Boer. Het Boterdiep doorsnijdt de gemeente.
Bij de gemeentelijke herindeling in 1990 was er sprake van samenvoeging van Bedum met de gemeente Ten Boer. Uiteindelijk is daar toch niet voor gekozen. De gemeente is in de loop der jaren wel een deel van haar grondgebied, waar nu de wijk Beijum ligt, kwijt geraakt aan de gemeente Groningen.

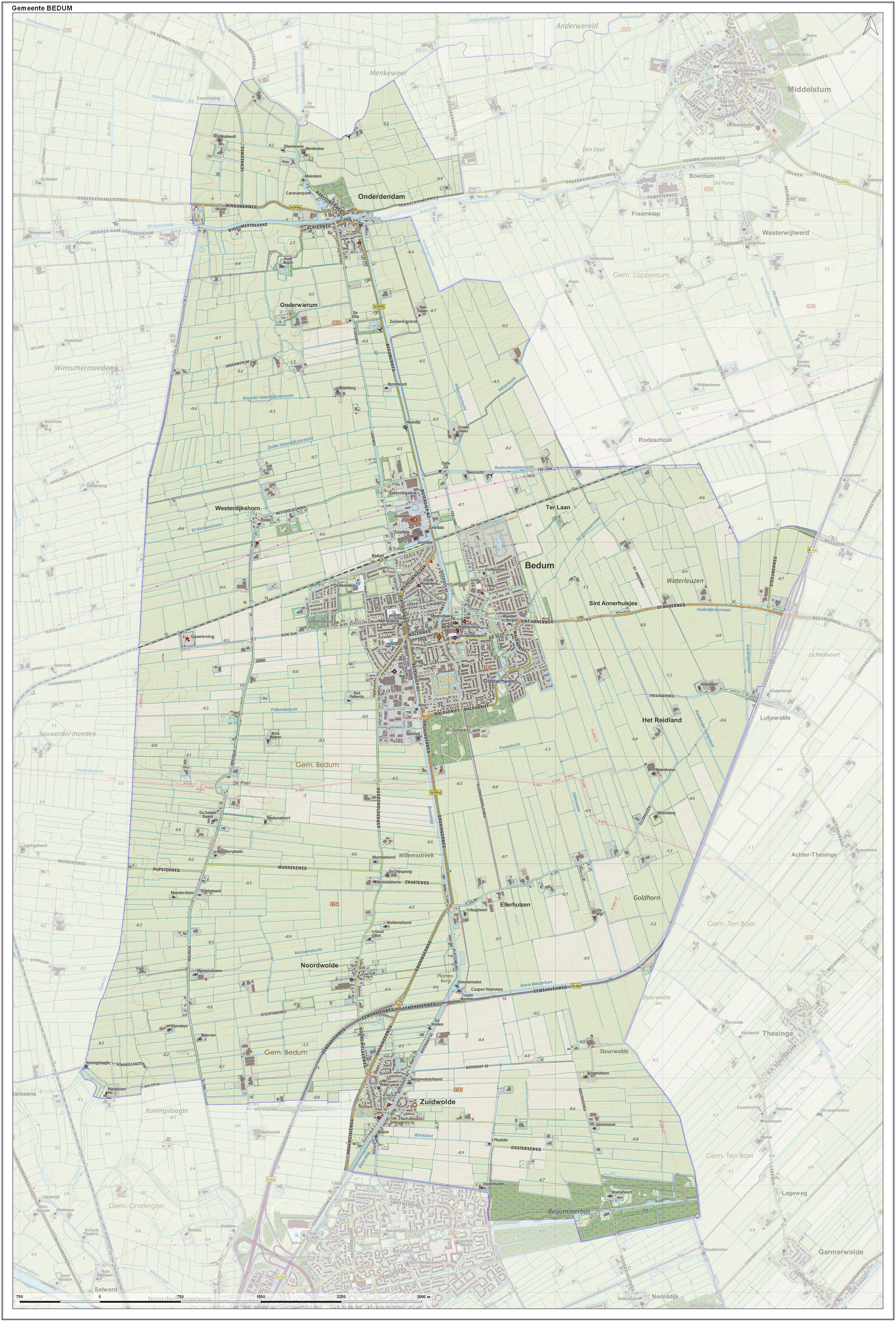
Topografische gemeentekaart van Bedum

## Loop van de bevolking
- 1975 - 8 955 inwoners
- 1980 - 9 833 inwoners
- 1985 - 10 117	inwoners
- 1990 - 10 079	inwoners
- 1995 - 10 550	inwoners
- 2000 - 10 859	inwoners
- 2005 - 10 733	inwoners
- 2010 - 10 447	inwoners
- 2015 - 10 441 inwoners

## Politiek

### Gemeenteraad
|        | Gemeentebelangen                              | 2.106 | 39,5% | 6  | 1.602 | 30,0% | 4  | -9,5% | -2 |
|        | Christen-Democratisch Appèl (CDA)             | 1.103 | 20,7% | 3  | 1.368 | 25,6% | 4  | +4,9% | +1 |
|        | Partij van de Arbeid (PvdA)                   | 1.024 | 19,2% | 3  | 1.011 | 18,9% | 3  | -0,3% | 0  |
|        | ChristenUnie (CU)                             | 784   | 14,7% | 2  | 912   | 17,1% | 3  | +2,4% | +1 |
|        | Volkspartij voor Vrijheid en Democratie (VVD) | 315   | 5,9%  | 1  | 449   | 8,4%  | 1  | +2,5% | 0  |
| Totaal | Totaal                                        | 5.332 | 100%  | 15 | 5.342 | 100%  | 15 |       |    |

## Openbaar vervoer
Bedum heeft een station aan de spoorlijn Groningen - Delfzijl. Daarnaast wordt het ook via de buslijn 61 (Groningen - Zuidwolde - Noordwolde - Bedum - Onderdendam - Middelstum - Usquert - Uithuizen) van Qbuzz met Groningen verbonden.
Voorheen had de gemeente Bedum naast het station ook een stopplaats aan de spoorlijn Groningen - Delfzijl, te weten stopplaats Wolddijk. Deze lag ten westen van de plaats Bedum.

## Cultuur

### Monumenten
In de gemeente zijn er een aantal rijksmonumenten en oorlogsmonumenten, zie:
- Lijst van rijksmonumenten in Bedum (gemeente)
- Lijst van oorlogsmonumenten in Bedum

### Kunst in de openbare ruimte
In de gemeente zijn diverse beelden, sculpturen en objecten geplaatst in de openbare ruimte, zie:
- Lijst van beelden in Bedum